# Инголштат
Инголштат (њем. Ingolstadt) општина је у њемачкој савезној држави Баварска. Простире се дуж обала Дунава у централном делу Баварске (Бајерна). По подацима са почетка 2006. има 121.801 становника, што га чини шестим градом по величини у Баварској.
Управа немачке аутомобилске индустрије Ауди је лоцирана у Инголштату, такође се налази електронски погони MediaMarkt и Saturn.

## Историја и култура
Инголштат је први пут поменут 806. Године Ingoldes stat (Инголдово место). Око 1250. Инголштат је добио статус града.
Инголштат је био главни град војводства Баварска-Инголштат између 1392. и 1447. године. Лудвиг IX, војвода Баварске оснива 1472. Универзитет у Инголштату, који се данас налази у Минхену. Главни војсковођа царских снага у Тридесетогодишњем рату Јохан Церклас Тили умро је у Инголштату 1632. за време шведске опсаде града.

## Географија
Општина се налази на надморској висини од 362 - 410 метара. Површина општине износи 133,4 km². У самом мјесту је, према процјени из 2010. године, живјело 123.925 становника. Просјечна густина становништва износи 929 становника/km². Посједује регионалну шифру (AGS) 9161000, NUTS (DE211) и LOCODE (DE ING) код.

## Међународна сарадња
| Мјесто        | Држава               | Врста сарадње | Од    |
| ------------- | -------------------- | ------------- | ----- |
| Карара        | Италија              | партнерство   | 1962. |
| Керкоди       | Уједињено Краљевство | партнерство   | 1962. |
| Грас          | Француска            | партнерство   | 1963. |
| Бергамо       | Италија              | контакт       | 2000. |
| Ополе         | Пољска               | партнерство   | 2005. |
| Крагујевац    | Србија               | партнерство   | 2003. |
| Сент Клауд    | САД                  | контакт       | 1976. |
| Маниса        | Турска               | партнерство   | 1998. |
| Мурска Собота | Словенија            | партнерство   | 1979. |
| Москва        | Русија               | партнерство   | 1995. |
| Биршеба       | Израел               | контакт       | 1990. |
| Извор         |                      |               |       |